# Julija Sršen
Julija Sršen (* 17. Juni 1997) ist eine slowenische Skispringerin. Ihr Verein ist der zentralslowenische SK Zagorje.

## Werdegang
Beim Skisprung-Continental-Cup 2010/11 nahm sie an zwei Springen teil. Ihre beste Platzierung dort war der 18. Platz am 23. Januar 2011 auf der K85-Schanze der Schanzenanlage Logarska dolina in Ljubno. In der Saisongesamtwertung belegte sie den 48. Platz. Beim Juniorenspringen am 26. Februar 2011 auf der Großen Ruhesteinschanze in Baiersbronn wurde sie Siebte. Für den Skisprung-Weltcup 2011/12 gehört sie zum B-Kader des slowenischen Damenteams. Bei der slowenischen Frauenmeisterschaft im Skispringen 2011 auf der Skisprungschanze Bauhenk in Kranj, die Ema Klinec gewann, belegte Julija Sršen den achten Platz. Eine Silbermedaille erhielt sie beim Europäischen Olympischen Winter-Jugendfestival am 22. Januar 2013 im Mixed-Wettbewerb auf der Trambulina Valea Cărbunării in Râșnov an der Seite von Anja Javoršek, Anže Lanišek und Cene Prevc.

## Erfolge

### Continental-Cup-Platzierungen
| Saison  | Platz | Punkte |
| ------- | ----- | ------ |
| 2010/11 | 48.   | 42     |

## Weblink
- Julija Sršen in der Datenbank des Internationalen Skiverbands (englisch)